# Thecla mirabelle
Thecla mirabelle är en fjärilsart som beskrevs av Barnes 1900. Thecla mirabelle ingår i släktet Thecla och familjen juvelvingar. Inga underarter finns listade i Catalogue of Life.